# Matriz de adjuntos
En la terminología matemática moderna, se denomina matriz adjunta a la matriz conjugada traspuesta.
Dada una matriz cuadrada A, su matriz de adjuntos o matriz de cofactores cof(A) es la resultante de sustituir cada término aij de A por el cofactor aij de A. El término matriz adjunta adj(A) suele crear confusión, ya que en muchos tratados clásicos sobre álgebra lineal corresponde a la matriz de cofactores traspuesta, sin embargo, en otros textos, se corresponde a la matriz de cofactores, puesto que llaman de la misma manera adjunto al cofactor y de ahí que sea adjunta. Aparte, también se utiliza el símbolo adj( ) indistintamente a cof( ) para el cálculo en los elementos de una matriz, haciendo, así cada vez, la confusión más amplia.
El interés principal de la matriz adjunta es que permite calcular la inversa de una matriz, ya que se cumple la relación:

{\displaystyle \mathbf {A} ^{-1}={\frac {1}{\det \mathbf {A} }}\;{\mbox{adj}}(\mathbf {A} )}

donde adj(A) corresponde a la matriz de cofactores traspuesta, o sea,
{\displaystyle \mathrm {adj} (\mathbf {A} )=\operatorname {cof} (\mathbf {A} )^{T}=\mathbf {C} ^{T}\,}.
Sin embargo, para matrices de dimensiones grandes, este tipo de cálculo resulta más costoso, en términos de operaciones, que otros métodos como el método de eliminación de Gauss.

## Definición y fórmulas de cálculo
Dada una matriz {\displaystyle \scriptstyle \mathbf {A} } su matriz de adjuntos es la única matriz {\displaystyle \scriptstyle \mathbf {B} } tal que:

{\displaystyle \mathbf {A} \mathbf {B} ^{T}=\mathbf {B} ^{T}\mathbf {A} =(\det \mathbf {A} )\mathbf {I} }

Esta definición no permite calcular directamente la matriz de adjuntos (o cofactores) por lo que comúnmente se define también la matriz de adjuntos mediante la siguiente fórmula explícita. Dadas las componentes explícitas de la matriz: {\displaystyle (a_{ij})=\mathbf {A} \in M_{n\times n}} para cada i y j se define la matriz {\displaystyle {\tilde {\mathbf {A} }}(i,j)} como la matriz de orden {\displaystyle \scriptstyle (n-1)} obtenida a partir de {\displaystyle \mathbf {A} } eliminando la fila i-ésima y la columna j-ésima. Y se define la cantidad:

{\displaystyle d_{ij}=(-1)^{i+j}\det {\tilde {\mathbf {A} }}(i,j)}

Y se tiene que estas son precisamente las componentes de la matriz de adjuntos (o cofactores), es decir, {\displaystyle {\mbox{cof}}(\mathbf {A} )=(d_{ij})\,}

### Matrices 2 x 2
Dada una matriz de 2 x 2:

{\displaystyle \mathbf {A} ={\begin{pmatrix}A_{11}&A_{12}\\A_{21}&A_{22}\end{pmatrix}}}

Su matriz adjunta viene dada por:

{\displaystyle {\mbox{adj}}(\mathbf {A} )=\mathbf {C} ^{T}={\begin{pmatrix}A_{22}&-A_{21}\\-A_{12}&A_{11}\end{pmatrix}}^{T}={\begin{pmatrix}A_{22}&-A_{12}\\-A_{21}&A_{11}\end{pmatrix}}}

donde C es la matriz de cofactores.

### Matrices 3 x 3
Dada una matriz de 3 x 3:

{\displaystyle \mathbf {A} ={\begin{pmatrix}A_{11}&A_{12}&A_{13}\\A_{21}&A_{22}&A_{23}\\A_{31}&A_{32}&A_{33}\end{pmatrix}}}

Su matriz de cofactores viene dada por:

{\displaystyle {\mbox{cof}}(\mathbf {A} )={\begin{pmatrix}+\left|{\begin{matrix}A_{22}&A_{23}\\A_{32}&A_{33}\end{matrix}}\right|&-\left|{\begin{matrix}A_{21}&A_{23}\\A_{31}&A_{33}\end{matrix}}\right|&+\left|{\begin{matrix}A_{21}&A_{22}\\A_{31}&A_{32}\end{matrix}}\right|\\&&\\-\left|{\begin{matrix}A_{12}&A_{13}\\A_{32}&A_{33}\end{matrix}}\right|&+\left|{\begin{matrix}A_{11}&A_{13}\\A_{31}&A_{33}\end{matrix}}\right|&-\left|{\begin{matrix}A_{11}&A_{12}\\A_{31}&A_{32}\end{matrix}}\right|\\&&\\+\left|{\begin{matrix}A_{12}&A_{13}\\A_{22}&A_{23}\end{matrix}}\right|&-\left|{\begin{matrix}A_{11}&A_{13}\\A_{21}&A_{23}\end{matrix}}\right|&+\left|{\begin{matrix}A_{11}&A_{12}\\A_{21}&A_{22}\end{matrix}}\right|\end{pmatrix}}={\begin{pmatrix}A_{22}A_{33}-A_{23}A_{32}&A_{23}A_{31}-A_{21}A_{33}&A_{21}A_{32}-A_{22}A_{31}\\A_{32}A_{13}-A_{33}A_{12}&A_{33}A_{11}-A_{31}A_{13}&A_{31}A_{12}-A_{32}A_{11}\\A_{12}A_{23}-A_{13}A_{22}&A_{13}A_{21}-A_{11}A_{23}&A_{11}A_{22}-A_{12}A_{21}\end{pmatrix}}}

y por lo tanto la traspuesta de la matriz de cofactores es la matriz adjunta:

{\displaystyle {\mbox{adj}}(\mathbf {A} )={\begin{pmatrix}+\left|{\begin{matrix}A_{22}&A_{23}\\A_{32}&A_{33}\end{matrix}}\right|&-\left|{\begin{matrix}A_{21}&A_{23}\\A_{31}&A_{33}\end{matrix}}\right|&+\left|{\begin{matrix}A_{21}&A_{22}\\A_{31}&A_{32}\end{matrix}}\right|\\&&\\-\left|{\begin{matrix}A_{12}&A_{13}\\A_{32}&A_{33}\end{matrix}}\right|&+\left|{\begin{matrix}A_{11}&A_{13}\\A_{31}&A_{33}\end{matrix}}\right|&-\left|{\begin{matrix}A_{11}&A_{12}\\A_{31}&A_{32}\end{matrix}}\right|\\&&\\+\left|{\begin{matrix}A_{12}&A_{13}\\A_{22}&A_{23}\end{matrix}}\right|&-\left|{\begin{matrix}A_{11}&A_{13}\\A_{21}&A_{23}\end{matrix}}\right|&+\left|{\begin{matrix}A_{11}&A_{12}\\A_{21}&A_{22}\end{matrix}}\right|\end{pmatrix}}^{T}}

Para matrices de 3x3 también puede usarse la siguiente fórmula:

{\displaystyle [{\mbox{adj}}(\mathbf {A} )]_{ij}={\frac {1}{2}}\;\epsilon _{mnj}\;\epsilon _{pqi}\;a_{mp}\;a_{nq}}

#### Ejemplo
Un ejemplo sería el siguiente:
{\displaystyle \operatorname {adj} \left({\begin{array}{rrr}2&1&0\\1&-1&1\\0&2&-1\end{array}}\right)=\left({\begin{array}{rrr}-1&1&1\\1&-2&-2\\2&-4&-3\end{array}}\right)}

### Matricesnxn
Para matrices con n grande, el costo computacional del cálculo de adjuntos es grande, por lo que si el objetivo es calcular la inversa de una matriz, se recurre a otros algoritmos de cálculo que no impliquen calcular primero la matriz de adjuntos. Para el cálculo de la matriz de adjuntos en el caso general, puede emplearse la siguiente fórmula:

{\displaystyle [{\mbox{adj}}(\mathbf {A} )]_{ij}={\frac {1}{(n-1)!}}\;\epsilon _{i_{1}\dots i_{n-1}i}\;\epsilon _{j_{1}\dots j_{n-1}j}\;a_{i_{1}j_{1}}\;a_{i_{2}j_{2}}\;\dots \;a_{i_{n-1}j_{n-1}}}

## Propiedades
Dada una matriz {\displaystyle \mathbf {A} =(a_{ij})\in M_{n\times n}} definiendo {\displaystyle \mathbf {B} =(b_{ij})={\mbox{adj}}(A)} puede probarse que las {\displaystyle b_{ij}\,} pueden escribirse como suma de monomios de grado n en las componentes {\displaystyle a_{ij}\,}. Eso hace que a medida que n aumenta el cálculo de la matriz adjunta por aplicación de fórmulas directas sea complicado, llegando a ser computacionalmente muy costoso.
Si consideramos la operación de buscar la matriz adjunta como una función: {\displaystyle {\mbox{adj}}:M_{n\times n}\to _{n\times n}} resulta que esa función es continua. Esto puede verse a partir de la continuidad de la función determinante. Además se tienen otras propiedades interesantes:
- {\displaystyle {\mbox{adj}}(\mathbf {A} ^{T})={\mbox{adj}}(\mathbf {A} )^{T}}
- {\displaystyle {\mbox{adj}}(\mathbf {A} \mathbf {B} )={\mbox{adj}}(\mathbf {B} ){\mbox{adj}}(\mathbf {A} )}
- {\displaystyle {\mbox{adj}}(\mathbf {I} )=\mathbf {I} }
- {\displaystyle \mathbf {A} \,\mathrm {adj} (\mathbf {A} ^{T})=\mathrm {adj} (\mathbf {A} )\,\mathbf {A} ^{T}=\det(\mathbf {A} )\,\mathbf {I} } para {\displaystyle \mathbf {A} \in M_{n\times n}}.
- {\displaystyle {\mbox{adj}}(\lambda \mathbf {A} )=\lambda ^{n-1}{\mbox{adj}}(\mathbf {A} )} para {\displaystyle \mathbf {A} \in M_{n\times n}}.
- {\displaystyle {\mbox{adj}}({\mbox{adj}}(\mathbf {A} ))=\det(\mathbf {A} )^{n-2}\mathbf {A} } para {\displaystyle \mathbf {A} \in M_{n\times n}}.
- {\displaystyle \det(\mathbf {A} )={\mbox{tr}}(\mathbf {A} \ {\mbox{adj}}(\mathbf {A} ))/n} para {\displaystyle \mathbf {A} \in M_{n\times n}}.
- {\displaystyle \det {\big (}\mathrm {adj} (\mathbf {A} ){\big )}=\det(\mathbf {A} )^{n-1}\,}.

Si p(t) = det(A − tI) es el polinomio característico de A y definimos el polinimio q(t) = (p(0) − p(t))/t, entonces: 

{\displaystyle \mathrm {adj} (\mathbf {A} )=q(\mathbf {A} )=-(p_{1}\mathbf {I} +p_{2}\mathbf {A} +p_{3}\mathbf {A} ^{2}+\cdots +p_{n}\mathbf {A} ^{n-1})}

Donde {\displaystyle p_{j}\,} son los coeficientes de p(t):

{\displaystyle p(t)=p_{0}+p_{1}t+p_{2}t^{2}+\cdots p_{n}t^{n}.}

La función adjunta también aparece en la fórmula de la derivada del determinante:

{\displaystyle \det(\mathbf {A+H} )-\det(\mathbf {A} )={\mbox{tr}}({\mbox{adj}}(\mathbf {A} )\ \mathbf {H} )+o(\|\mathbf {H} \|)}